# مخطوطة وجدت في زجاجة
«مخطوطة وجدت في زجاجة» (بالإنجليزية: MS. Found in a Bottle)‏ هي قصة قصيرة كتبها في عام 1833م الكاتب الأمريكي إدغار آلان بو. ويحكيها راوي لم يذكر اسمه في البحر يجد نفسه في سلسلة من الظروف المؤلمة. وعندما يدنو موته بينما تنطلق سفينته نحو الجنوب، كتب مخطوطة عن مغامراته وألقى بها في البحر. ويعتقد بعض النقاد أن القصة تسخر من قصص البحر.
قدم بو القصة لتدخل ضمن مسابقة للكتابة والتي قدمتها أسبوعية بالتيمور ساترداي فيستر. أعجب القضاة بكل القصص لكنهم اختاروا «مخطوطة وجدت في زجاجة» بالإجماع لتفوز في المسابقة، وكسب بو جائزة بقيمة 50 دولارا. ثم نشرت القصة في عدد 19 أكتوبر 1833م من الجريدة.

## روابط خارجية
- مخطوطة وجدت في زجاجة على موقع الموسوعة البريطانية (الإنجليزية)